# Julio García Condoy
Julio García Condoy (Zaragoza, 1889 - Aranjuez, 1977) fue un pintor español hijo del pintor Elías García Martínez y hermano del escultor Honorio García Condoy. Está considerado un retratista y pintor regionalista influido por el modernismo y las obras de Zuloaga.

## Biografía y obra
Inició su formación artística en la escuela de Bellas Artes de Zaragoza. En 1910 se trasladó a París y en 1913 viajó a Roma, pensionado por la Diputación de Zaragoza, para completar su formación. En 1917 participó en la Exposición Nacional de Bellas Artes, obteniendo la 3ª medalla con el lienzo titulado En la ermita. En 1919 participó en la exposición Hispano francesa que tuvo lugar en  Zaragoza, presentando el lienzo Ya llega el vencedor. En 1930 recibió el nombramiento de conservador del Museo Naval de Madrid, cargo que desempeñó hasta su jubilación. En este museo se conservan algunas de sus obras, como el retrato del Almirante Don Juan Cervera Valderrama y el de Vicente Yáñez Pinzón.